# Кубок мира по спортивной ходьбе 2010
Кубок мира по спортивной ходьбе 2010 года прошёл 15—16 мая в городе Чиуауа, Мексика. Сильнейших выявляли взрослые спортсмены и юниоры до 20 лет (1991 года рождения и моложе). Были разыграны 10 комплектов медалей (по 5 в личном и командном зачёте).
На старт вышло 264 ходока из 42 стран мира (133 мужчины, 64 женщины, 36 юниоров и 31 юниорка). Количество участников оказалось самым маленьким в истории Кубков мира с момента отмены двухраундовой системы розыгрыша (с 1987 года). Двухкилометровая трасса, на которой соревновались спортсмены, была проложена по территории спортивного комплекса «Депортиво Сур». Соревнования прошли при солнечной и жаркой погоде (+33 градуса).
Каждая команда могла выставить до пяти спортсменов в каждый из взрослых заходов и до трёх в юниорских соревнованиях. Лучшие в командном зачёте определялись по сумме мест трёх лучших спортсменов среди взрослых и двух лучших — среди юниоров.
Матей Тот стал первым в истории победителем Кубка мира по ходьбе из Словакии. Такого же успеха для Испании добилась Мария Васко в женском заходе на 20 км.

## Расписание
| Дата        | Время | Заход         |
| ----------- | ----- | ------------- |
| 15 мая 2010 | 08:00 | 50 км мужчины |
| 15 мая 2010 | 17:00 | 10 км юниоры  |
| 15 мая 2010 | 18:00 | 20 км женщины |
| 16 мая 2010 | 09:00 | 10 км юниорки |
| 16 мая 2010 | 10:10 | 20 км мужчины |

Время местное (UTC−6)

## Медалисты
Сокращения: WR — мировой рекорд | AR — рекорд континента | NR — национальный рекорд | WJR — мировой рекорд среди юниоров | AJR — континентальный рекорд среди юниоров | NJR — национальный рекорд среди юниоров | CR — рекорд соревнований
Курсивом выделены участники, чей результат не пошёл в зачёт команды

### Мужчины и юниоры
| Дисциплина             | Золото                                                             | Золото   | Серебро                                                                    | Серебро  | Бронза                                                                                                  | Бронза   |
| ---------------------- | ------------------------------------------------------------------ | -------- | -------------------------------------------------------------------------- | -------- | --- | -------- |
| 20 км                  | Ван Хао Китай                                                      | 1:22.35  | Чу Яфэй Китай                                                              | 1:22.46  | Андрей Кривов Россия                                                                                    | 1:22.54  |
| 20 км (команды)        | Китай · Ван Хао · Чу Яфэй · Чэнь Дин · Ван Чжэнь · Ли Цзяньбо      | 8 очков  | Россия · Андрей Кривов · Сергей Бакулин · Денис Стрелков · Андрей Рузавин  | 25 очков | Мексика · Эдер Санчес · Педро Даниэль Гомес · Клаудио Эрасмо Варгас · Джованни Торрес · Бернардо Сегура | 36 очков |
| 50 км                  | Матей Тот Словакия                                                 | 3:53.30  | Орасио Нава Мексика                                                        | 3:54.16  | Джаред Таллент Австралия                                                                                | 3:54.55  |
| 50 км (команды)        | Китай · Сы Тяньфэн · Ли Лэй · Сюй Фагуан · Ду Юньпэн · Гоу Сяосинь | 21 очко  | Мексика · Орасио Нава · Кристиан Бердеха · Омар Сепеда · Хосе Лейвер Охеда | 22 очка  | Россия · Сергей Сергачёв · Юрий Андронов · Сергей Мелентьев · Иван Жбанов                               | 38 очков |
| Юниоры 10 км           | Эйдер Аревало Колумбия                                             | 42.13 NR | Цай Цзэлинь Китай                                                          | 42.22    | Валерий Филипчук Россия                                                                                 | 42.58    |
| Юниоры 10 км (команды) | Россия · Валерий Филипчук · Константин Кулагов · Дементий Чепарёв  | 7 очков  | Китай · Цай Цзэлинь · Цун Фудун · Ню Вэньбинь                              | 7 очков  | Колумбия · Эйдер Аревало · Алехандер Кастаньеда · Хосе Леонардо Монтанья                                | 9 очков  |

### Женщины и юниорки
| Дисциплина              | Золото                                                                  | Золото   | Серебро                                                                                  | Серебро | Бронза                                                              | Бронза   |
| ----------------------- | ----------------------------------------------------------------------- | -------- | ---------------------------------------------------------------------------------------- | ------- | ------------------------------------------------------------------- | -------- |
| 20 км                   | Мария Васко Испания                                                     | 1:31.55  | Вера Сантуш Португалия                                                                   | 1:32.06 | Инеш Энрикеш Португалия                                             | 1:33.28  |
| 20 км (команды)         | Португалия · Вера Сантуш · Инеш Энрикеш · Ана Кабесинья · Сусана Фейтор | 13 очков | Испания · Мария Васко · Мария Хосе Повес · Беатрис Паскуаль · Юлия Такач · Лорена Луакес | 22 очка | Китай · Ли Яньфэй · Лю Хун · Ши Ян · Ян Явэй · Ли Ли                | 32 очка  |
| Юниорки 10 км           | Антонелла Пальмизано Италия                                             | 47.52    | Хэ Цинь Китай                                                                            | 47.57   | Анна Лукьянова Россия                                               | 48.00    |
| Юниорки 10 км (команды) | Китай · Хэ Цинь · Чжао Цзин · Чжан Тин                                  | 6 очков  | Россия · Анна Лукьянова · Светлана Васильева · Нина Охотникова                           | 8 очков | Италия · Антонелла Пальмизано · Федерика Курьяцци · Чечилия Стецкив | 12 очков |